# Hans Fritsch
Hans Fritsch (9 de agosto de 1911 – 24 de agosto de 1987) foi um lançador de disco alemão. Ele nasceu em Königsberg, na Prússia Oriental, a atual Kaliningrado, na Rússia.
Fritsch competiu nos Jogos Olímpicos de Verão de 1936 em Berlim, onde ficou em 11º lugar na final. Ele foi o porta-bandeira da equipa alemã nas Olimpíadas de 1936.
Ele serviu na Luftwaffe durante a Segunda Guerra Mundial, como parte do estado-maior geral, e mais tarde foi oficial da Bundeswehr na Força Aérea Alemã.